# 유럽 고속도로 20호선
| E 20 |

E20의 지도.

유럽 고속도로 20호선(영어: European route E20)는 유엔의 국제 E-로드 네트워크의 노선으로 A클래스 동서 방면 도로이다. 아일랜드의 섀넌 공항을 출발점으로 러시아의 상트페테르부르크를 종착점으로 한다. 이 도로는 6개국 약 1,880km를 연결한다.

## 경로

### 아일랜드
- N19: 섀넌 공항
- N18: 리머릭
- N7(또는 M7): 리머릭 – 더블린
  -  아일랜드 더블린에서  영국 리버풀까지는 카페리로 연결한다.

### 영국
다른 유럽 고속도로와 같이 유럽 고속도로 20호선은 영국에서 표기 하거나 공식적으로 인정하지 않는다.
- M62: 리버풀 - 맨체스터 - 리즈 -
- A63: 킹스턴어펀헐
  -  영국 킹스턴어펀헐에서  덴마크 에스비에르까지는 카페리로 연결되지 않았다.

### 덴마크
- E20: 에스비에르 - 오덴세 - 코펜하겐 -

### 스웨덴
- E20: 말뫼 - 할름스타드- 예테보리 - 스카라 - 외레브로- 에스킬스투나 - 스톡홀름
  -  스웨덴 스톡홀름에서  에스토니아 탈린까지는 카페리로 연결한다.

### 에스토니아
- 1: 탈린 - 라크베레 - 나르바

### 러시아
- M11: 이반고로드 - 킨기세프 -상트페테르부르크